# ATP Challenger Tampa
Der ATP Challenger Tampa (offiziell: Tampa Challenger) war ein Tennisturnier, das 1990 einmal in Tampa, Florida, stattfand. Es gehörte zur ATP Challenger Tour und wurde im Freien auf Sand gespielt.

## Liste der Sieger

### Einzel
| Jahr | Sieger        | Finalgegner    | Ergebnis      |
| ---- | ------------- | -------------- | ------------- |
| 1990 | Bryan Shelton | Broderick Dyke | 6:7, 6:2, 6:1 |

### Doppel
| Jahr | Sieger               | Finalgegner                      | Ergebnis      |
| ---- | -------------------- | -------------------------------- | ------------- |
| 1990 | Ken Flach Doug Flach | Broderick Dyke Tobias Svantesson | 3:6, 7:6, 6:4 |